# Бјала Слатина
Бјала Слатина (Бела Слатина, буг. Бяла Слатина) град је у Републици Бугарској, у северном делу земље, седиште истоимене општине Бјала Слатина у оквиру Врачанске области.

## Географија
Положај: Бјала Слатина се налази у северном делу Бугарске. Од престонице Софије град је удаљен 150 km северно, а од обласног средишта, (Враце град је удаљен 50 km северно.
Рељеф: Област Бјале Слатине се налази у области бугарског Подунавља. Град се сместио 30ак килоетара јужно од Дунава, на месту где равница прелази у побрђе, на око 120 метара надморске висине.
Клима: Клима у Бјалој Слатини је континентална.
Воде: Бјала Слатина се налази на речици Скит, десној притоци Дунава.

## Историја
Област Бјале Слатине је првобитно било насељено Трачанима, а после њих овом облашћу владају стари Рим и Византија. Јужни Словени ово подручеје насељавају у 7. веку. Од 9. века до 1373. године област је била у саставу средњовековне Бугарске.
Крајем 14. века област Бјале Слатине је пала под власт Османлија, који владају облашћу 5 векова.
1878. године град је постао део савремене бугарске државе. Насеље постоје убрзо средиште окупљања за села у околини, са више јавних установа и трговиштем. Међутим, прави развој града започео је тек у 20. веку. Тада град добија потпуно правилну, ортогоналну мрежу улица.

## Становништво
По проценама из 2007. године Козлодуј је имао око 13.000 становника. Огромна већина градског становништва су етнички Бугари. Остатак су махом Роми. Последњих деценија град губи становништво због удаљености од главних токова развоја у земљи.
Претежан вероисповест месног становништва је православна.